# Чечеры (Чаплыгинский район)
Чечеры — село Зенкинского сельского поселения Чаплыгинского района Липецкой области. Стоят на левом берегу реки Раковой Рясы.
Основано выходцами из села Кривополянье во второй половине XVIII века. В документах 1779 года упоминается как новопоселенная деревня .
Название неясно.
Стоит на границе с деревней Тупки. В северной части Чечер находится кладбище.

## Население
| 1859 | 1897 | 1906 | 2010 |
| ---- | ---- | ---- | ---- |
| 395  | ↗602 | ↗622 | ↘95  |

## Переселение
В 1930-х годах из Чечер несколько жителей переселись под село Кузовлёво. Там они основали поселок Новые Чечеры (ныне Чечерский).